# Xún (I Ching)
Xún (em chinês pinyin) (巽) ou xun em japonês, é um dos oito trigramas básicos do Bāguà, elemento estruturante do I Ching.
Também grafado Sun, este conceito chinês pode ser associado ao Vento (風), ao elemento Madeira (木), ao planeta Plutão (冥王星), à 1.ª Filha, à Suavidade.
Duas linhas sólidas no topo e uma cortada em baixo simboliza o vento. As duas linhas sólidas representam o céu e a energia. A linha cortada representa a terra. Portanto, é a imagem do céu e da energia se aproximando da terra. O vento é invisível e nós só podemos justificar a sua existência olhando o topo das árvores se movendo. Xún também se refere aos signos Dragão (zodíaco) e Serpente (zodíaco) e também recebe o nome de Tatsumi.